# 유타주의 주지사

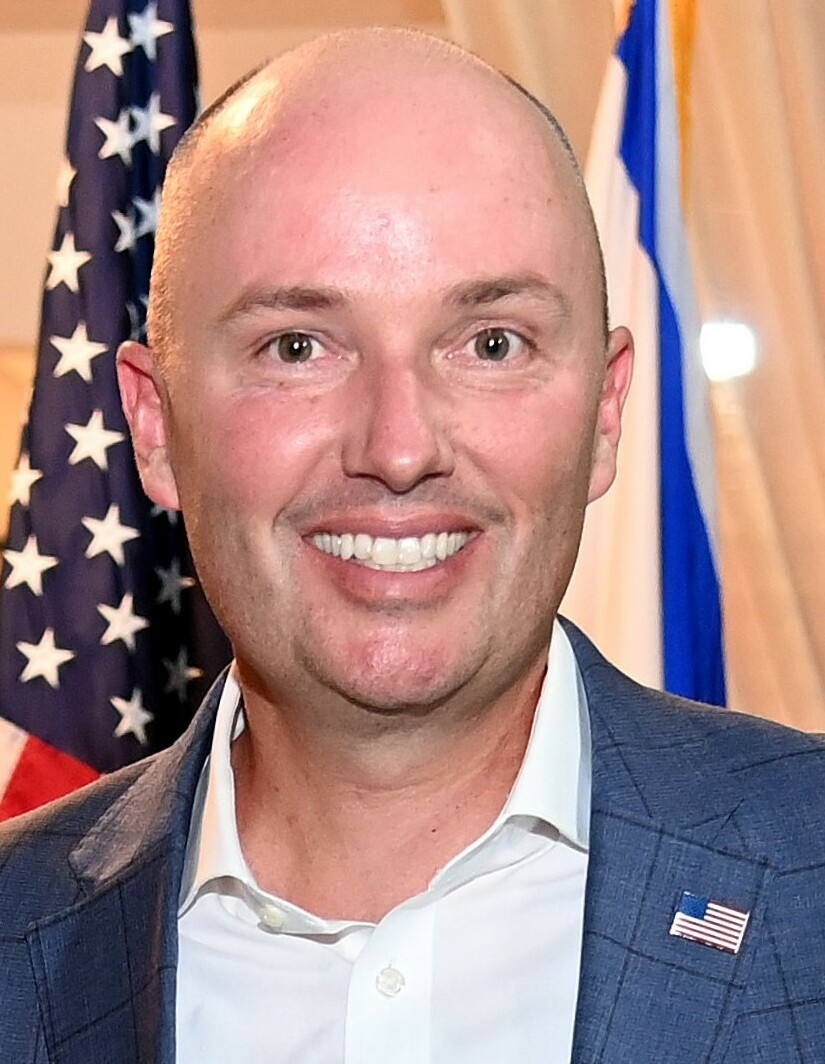
스펜서 콕스 현 유타주지사

유타주의 주지사(영어: Governor of Utah)는 미국 유타주의 정부수반이자 군의 총사령관이다. 주지사는 주법을 집행할 의무와 함께 유타 주의회에서 통과된 법안을 승인하거나 거부할 권한이 있다. 주지사는 또한 "특별한 경우"에 입법부를 소집할 수도 있다.
현재 주지사는 2021년 1월 4일에 취임한 공화당 의원 스펜서 콕스다. 콕스 주지사는 2020년 11월에 선출되었다.